# خانلار احمدف
خانلار احمدف (ترکی آذربایجانی: Xanlar Əhməd oğlu Əhmədov; ۱۲ ژوئن ۱۹۴۶ –) نقاش و مجسمه‌ساز و دریافت کننده عنوان افتخار نقاش حلق جمهوری آذربایجان است.

## زندگی‌نامه
خانلار احمدف ۱۲ ژوئن سال ۱۹۴۶ در شهر باکو به دنیا آمد. در میان سال‌های ۱۹۶۱–۱۹۶۶ در مدرسه نقاشی عظیم عظیم‌زاده تحصیل گرفت. در بین سالهای ۱۹۶۶ تا ۱۹۷۲ به تحصیلات خود در دانشکده تئاتر-هنر تاشکند ادامه داد. مؤلف مجسمه‌های موجود در ایستگاه متروی «جاده آزادلیگ» در باکو و بسیاری از آثار یادبود، خانلار احمدف است.
خانلار احمدف در سال ۱۹۷۵ به عضویت اتحادیه نقاشان اتحاد جماهیر شوروی درآمد. آثار وی در کشورهای فرانسه، آلمان، ایران، لهستان، روسیه، اوکراین، ازبکستان و… در معرض نمایش گذاشته شده‌است. تعداد کثیری از آثار وی در موزه‌های مختلف و گالری‌های فردی نگهداری می‌شود.

## جوایز
- نقاش خلق جمهوری آذربایجان - ۲۹ دسامبر ۲۰۰۶[۴]
- نقاش افتخاری جمهوری آذربایجان - ۳۰ مه ۲۰۰۲[۵]
- «جایزه هومای» - ۱۹۹۵، ۱۹۹۶